# Православная архитектура Беларуси (сайт)
Православное зодчество Беларуси ( hram.by ) — сайт, созданный Центром духовного просвещения и социального служения Белорусского Экзархата с целью создания познавательного ресурса, на страницах которого можно найти фотографии и историческое описание белорусских православные храмы, участвуйте в обсуждении художественных качеств построек, рассказывайте о своих впечатлениях и воспоминаниях, связанных с храмами, размещайте собственные фотографии. Куратор проекта – архитектор Виталий Арабей .

## Описание сайта
Специализированная литература, посвященная культовой архитектуре, размещена в разделе «Библиотека». Раздел «Мастерская» предоставляет возможность поделиться рисунками, фотографиями и статьями с коллегами. В разделе «Ссылки» вы можете найти информацию об аналогичных ресурсах в Беларуси и странах ближнего зарубежья, а также о сайтах, посвященных проектированию храмов и изготовлению церковной утвари.
Проект находится в разработке. Разработка сайта, сбор фото и другой информации осуществляется участниками проекта на волонтерских началах, что обусловливает определенную медлительность развития.